# The Girl and the Judge
Pour plus de détails, voir Fiche technique et Distribution.
The Girl and the Judge est un film muet américain réalisé par Lem B. Parker et sorti en 1913.

## Fiche technique
- Réalisation : Lem B. Parker
- Scénario : Lem B. Parker
- Date de sortie : États-Unis : 27 mai 1913

## Distribution
- Kathlyn Williams : la fille
- Herbert Rawlinson : l'amoureux
- Hobart Bosworth : le juge
- Eugenie Besserer
- Gertrude Arnold
- Viola Alberti : la bohémienne